# Metro Group
Pour les articles homonymes, voir metro.
Metro AG est un groupe de distribution allemand. Il est notamment connu pour ses enseignes de vente en gros, cash & carry, aux professionnels dans de nombreux pays (Metro Cash & Carry et Makro).

## Histoire
Le premier point de vente ouvre en 1964 à Mülheim, en Allemagne. Dès l'origine, le fondateur de Metro, Otto Beisheim, décide de n'avoir comme clients que des professionnels indépendants, détaillants alimentaires, cafetiers, hôteliers, restaurateurs, artisans, professions libérales, PME et PMI. Il propose des produits spécifiques dans des conditionnements adaptés (aujourd'hui jusqu'à 30 000 références en alimentaire et en marchandises générales, selon les sites).

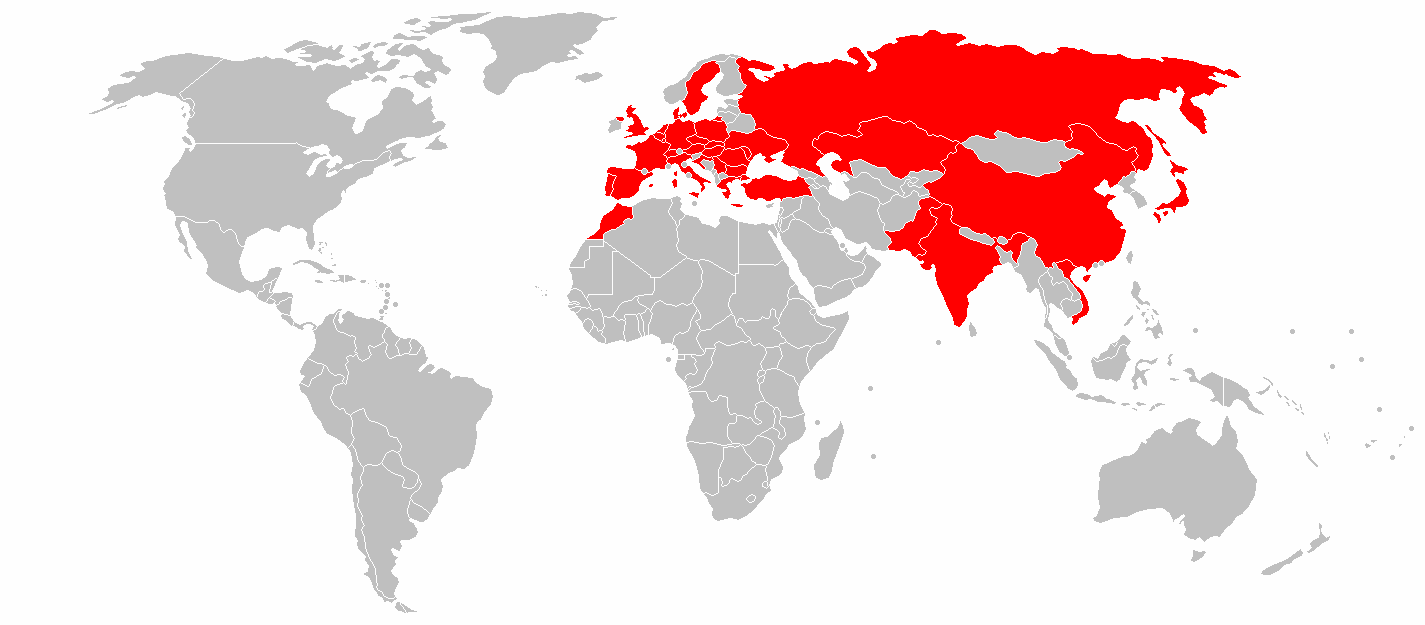
Présence mondiale du groupe Metro

Après l'Allemagne, la Belgique et les Pays-Bas, Metro s'installe en France. Le premier Metro Français a ouvert ses portes en 1971 à Villeneuve-la-Garenne, en banlieue parisienne. Sur une surface de 15 000 m2, il proposait 35 000 références réparties sur 41 rayons. En 1972, un second entrepôt est ouvert à l'opposé du premier par rapport à Paris, à Chennevières-sur-Marne dans le Val-de-Marne. Puis, en 1973, le troisième entrepôt est inauguré à Lomme, en banlieue lilloise. En 1987, après avoir ouvert 8 entrepôts de 16 000 m2, Metro ouvre à Vaulx-en-Velin, le premier entrepôt de 9 000 m2, répondant au concept "ECO". Suivront Nantes en 1988 et l'original (car à l'architecture spécifique) Nice en 1989. Ce concept sera développé jusqu'à réduire les entrepôt à 2 700 m2 permettant à Metro de multiplier les ouvertures pour atteindre aujourd'hui 99 entrepôts (le dernier étant ouvert à Lyon dans le quartier de Gerland en février 2022).
Metro a réalisé en 2007 un chiffre d'affaires de 64,337 milliards d'euros, ce qui représente une croissance d'environ 10,4 % par rapport à 2006.
En octobre 2014 Metro AG s'allie avec Auchan pour négocier conjointement avec les fournisseurs internationaux.
En juin 2015, la Compagnie de la Baie d'Hudson acquiert la chaîne de grands magasins Kaufhof à Metro pour 2,8 milliards de dollars. La compagnies de la Baie d'Hudson annonce en même temps son souhait de vendre au moins 40 % des propriétés immobilières de Kaufhof à sa co-entreprise avec Simon Property Group, spécialisée dans la gestion immobilière.
En mars 2016, Metro annonce son intention de scinder ses activités de distributions de commerces électroniques comprenant Media Markt et Saturn, par rapport à ses activités dans le commerce alimentaire,. Cette scission est approuvée par la direction en février 2017.
En juillet 2016, Metro annonce l'acquisition pour 200 millions d'euros de Pro à Pro, filiale de Colruyt destinée aux professionnels et employant 1 700 personnes.
En juillet 2017, Metro commence à être coté en deux sociétés distinctes : une division "gros et hypermarchés" et une division "électronique grand public."
En octobre 2019, Metro annonce la vente d'une participation majoritaire dans ses activités en Chine à Wumart, ne gardant qu'une participation de 20 % et valorisant ces activités à 2,1 milliards de dollars.
En février 2020, Metro annonce la vente pour 300 millions d'euros de son enseigne d'hypermarché Real, déficitaire et ayant 34 000 salariés, au fonds d'investissement SCP, qui prévoit de démanteler l'enseigne par ventes successives.

## Les enseignes du groupe
- Metro Cash & Carry (Europe)
- Makro (Europe)

## Principaux actionnaires
Au 30 septembre 2020:
| EP Global Commerce                                 | 40,6%  |
| Meridiam Stiftung / Beisheim Holding               | 23,06% |
| J.O. Hambro Capital Management                     | 2,02%  |
| The Vanguard Group                                 | 1,25%  |
| Amundi Asset Management SA (Investment Management) | 1,18%  |
| Dimensional Fund Advisors LP                       | 1,13%  |
| BlackRock Fund Advisors                            | 1,07%  |
| Ceconomy                                           | 1,00%  |
| Ennismore Fund Management Ltd                      | 0,90%  |

## Controverses
En août 2020, à la suite de menaces et d'intimidations anonymes en Allemagne, l'analyste actions, chargé du suivi du commerce de détail alimentaire, de Kepler Cheuvreux a été contrainte d'arrêter de suivre le groupe Casino et l'enseigne de distribution allemande Metro. L'analyste avait conseillé aux investisseurs clients de Kepler Cheuvreux de « conserver » le titre Metro et de « réduire » les positions sur Casino. Ces deux groupes ont notamment pour actionnaire minoritaire le milliardaire tchèque Daniel Křetínský. Ce dernier, au même titre que le groupe Casino, a condamné les menaces adressées à l'analyste. Ni Kepler Cheuvreux, ni l'analyste, n'ont commenté cette affaire. Une enquête est en cours de la part de la police allemande, tandis que l’Autorité des marchés financiers (AMF) a déclaré « déplorer » cette situation. Le gendarme financier a également indiqué avoir informé le procureur de la République,.